# Jacqueline Carey

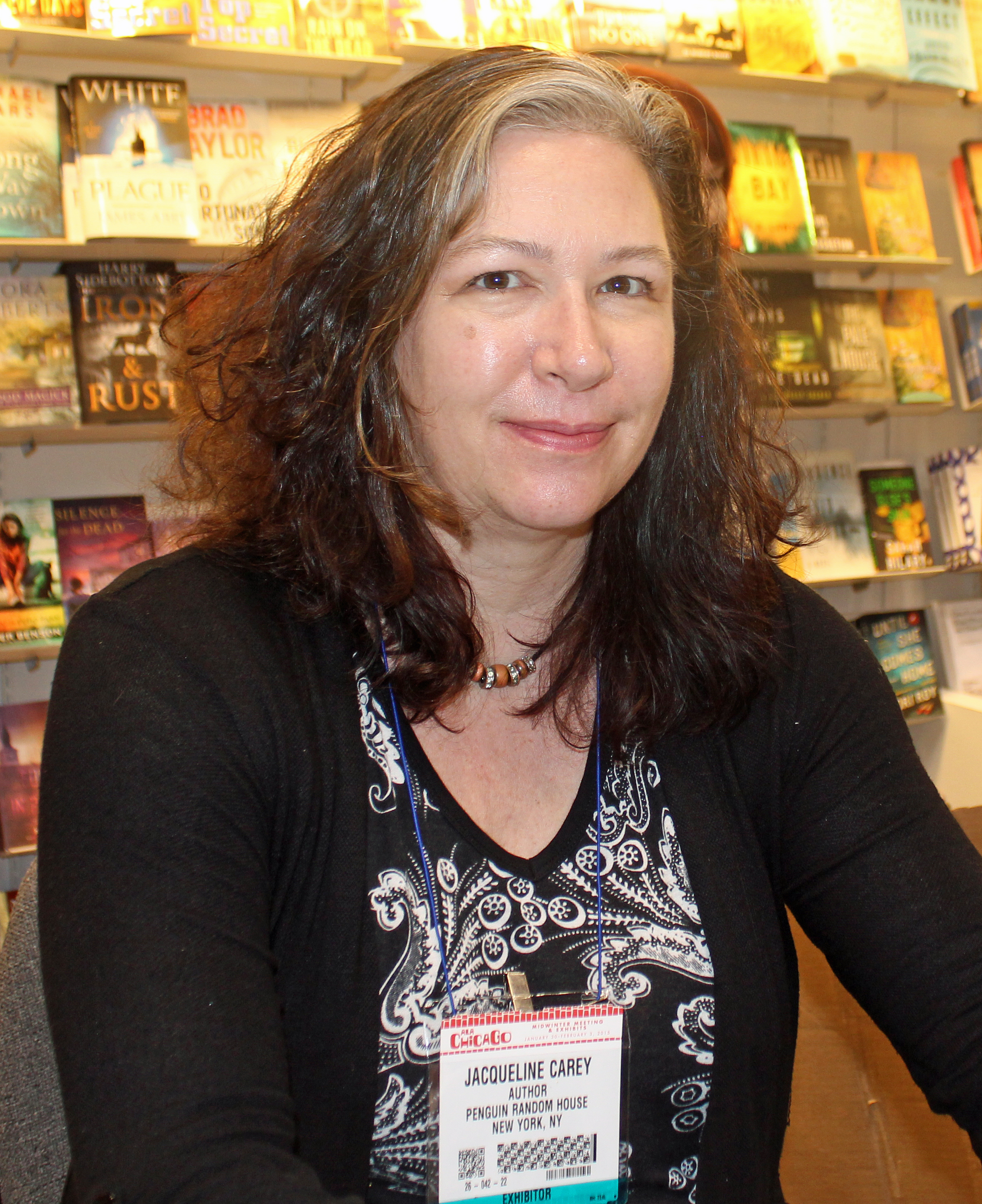
Jacqueline Carey, 2015

Jacqueline Carey (* 9. Oktober 1964 in Highland Park, Illinois) ist eine amerikanische Autorin von Fantasyromanen.

## Ausbildung und Beruf
Carey studierte am Lake Forest College in Illinois und schloss es mit einem Bachelor of Arts in Psychologie und Englischer Literatur ab. Nach ihrem Studium arbeitete sie für die kunsthistorische Fakultät eines Colleges.

## Karriere
Carey begann bereits während ihrer Highschool-Zeit aus Langeweile zu schreiben, die Entscheidung, professionell als Autorin zu arbeiten, traf sie während eines Praktikums in einer Londoner Buchhandlung. 2001 erschien ihr erster Roman Kushiel’s Dart ihrer Trilogie Kushiel’s Legacy, mit dem sie den Locus Award für den besten Debütroman gewinnen konnte. Die Kushiel-Reihe spielt vor dem Hintergrund der von der europäischen Renaissance inspirierten Welt Terre d’Ange. Die Hauptfigur ist die Kurtisane Phèdre, die durch Schmerzen Lust empfinden kann. Wegen der Darstellung sadomasochistischer Szenen werden die Bücher auch als Erotik-Romane bezeichnet, die Autorin selbst sieht sie als Fantasy-Romane mit stark erotischem Einschlag. Die Imriel-Trilogie führt die Handlung der ersten drei Romane fort, jedoch aus Perspektive eines anderen Protagonisten. Die nachfolgende Moirin-Reihe spielt etwa hundert Jahre nach dem letzten Roman in derselben Welt, erzählt jedoch eine neue Geschichte ohne sadomasochistische Elemente.
Ihre bisher aus zwei Romanen bestehende Sundering-Reihe orientiert sich hingegen am Tolkienschen Universum. Der Einzelroman Santa Oliva sollte ursprünglich unter einem Pseudonym veröffentlicht werden und spielt in einem Amerika der nahen Zukunft. Ihre jüngste Veröffentlichung stellt die Urban-Fantasy-Trilogie Agent of Hel dar.
Careys Romane wurden bisher in acht verschiedene Sprachen übersetzt, wobei der der Schwerpunkt auf Kushiel's Legacy liegt.

## Privatleben
Carey lebt mit ihrer Partnerin in Michigan.

## Auszeichnungen
- 2001: Locus Award für den besten Debütroman für Kushiel's Dart

## Werke

### Sachbuch
- Angels: Celestial Spirits in Art & Legend, 1997

### Kurzgeschichten
- Jazznight in I-94: A Collection of Southwest Michigan Writers, 1997
- The Isle of Women in Emerald Magic: Great Tales of Irish Fantasy, 2004
- Earth Begotten: The Journey of Blessed Elua, 2003 (Handgedruckte, limitierte Edition)

### Romane

#### Terre d’Ange
Kushiel’s Legacy (deutsch: Kushiel, ältere Übersetzung: Die Auserwählte)
- Kushiel’s Dart, 2001 (deutsch: Kushiel Band 1: Das Zeichen, Egmont Lyx, 2007. ISBN 978-3-8025-8120-5). Eine ältere Übersetzung war in drei Bänden (Die Auserwählte I bis III) angekündigt mit den Titeln Die Geheimnisse des Nachtpalais, In den Händen der Feinde und Im Namen der Königin, es sind aber nur die ersten beiden davon erschienen.
- Kushiel’s Chosen, 2002 (deutsch: Kushiel Band 2: Der Verrat, Egmont Lyx, 2008. ISBN 978-3-8025-8121-2)
- Kushiel’s Avatar, 2003 (deutsch: Kushiel Band 3: Die Erlösung, Egmont Lyx, 2008. ISBN 978-3-8025-8122-9)

Imriel-Trilogie (UK: Treason's Heir)
- Kushiel’s Scion, 2006
- Kushiel’s Justice, 2007
- Kushiel’s Mercy, 2008

Moirin-Trilogie
- Naamah's Kiss, 2009
- Naamah's Curse, 2010
- Naamah's Blessing, 2011

#### The Sundering(deutsch:Elegie an die Nacht)
- 2004: Banewreaker (deutsch: Elegie an die Nacht 01: Der Herr der Dunkelheit, Egmont Lyx, 2009. ISBN 978-3-8025-8218-9)
- 2005: Godslayer (deutsch: Elegie an die Nacht 02: Der Fluch der Götter, Egmont Lyx, 2009. ISBN 978-3-8025-8208-0)

#### Santa Olivia
- 2009: Santa Olivia
- 2011: Saints Astray

#### Agent of Hel
- 2012: Dark Currents
- 2013: Autumn Bones
- 2014: Poison Fruits